# Marc Dantzer
Pour les articles homonymes, voir Dantzer.
Marc Dantzer né le 30 août 1903 au Palais à Belle-Île-en-Mer (Morbihan), où il est mort le 12 juin 1990, est un acteur français de cinéma.

## Biographie
En dehors de son métier d'acteur, Marc Dantzer tenait le restaurant de l'Élysée-Matignon où se retrouvaient les personnalités du cinéma,.
Il repose au cimetière du Palais.

## Filmographie
- 1929 : Le Collier de la Reine de Gaston Ravel et Tony Lekain
- 1931 : Adieu les copains  de Léo Joannon : le jeune officier de Marine
- 1931 : Les Cinq Gentlemen maudits de Julien Duvivier : Sydney Woodland
- 1931 : 77, rue Chalgrin  d'Albert de Courville : Philippe
- 1931 : Ronny de Reinhold Schünzel et Roger Le Bon : Rodolphe, prince de Perusa
- 1932 : Die Funf Verfluchten Gentlemen[5] de Julien Duvivier : Sydney Woodland
- 1932 : Adhémar Lampiot de Christian-Jaque : René de Jussac
- 1932 : Le Bidon d'or de Christian-Jaque : Paul Ponthier
- 1932 : Bal d'Apaches de Jean Mamy - court métrage -
- 1932 : La Cure sentimentale de Pierre Weill et Max Dianville
- 1933 : Une idée folle de Max de Vaucorbeil : Paul
- 1933 : Château de rêve de Geza Von Bolvary et Henri-Georges Clouzot
- 1933 : Quand tombe le soir réalisation anonyme - court métrage -
- 1933 : L'Indésirable de Émile De Ruelle
- 1933 : La Vierge du rocher de Georges Pallu : Monsieur Luxeuil
- 1936 : La Course à la vertu de Maurice Gleize
- 1938 : L'Avion de minuit de Dimitri Kirsanoff : Georges
- 1938 : Café de Paris de Yves Mirande et Georges Lacombe : Gontran de Barfleur
- 1938 : Alerte en Méditerranée de Léo Joannon
- 1938 : Le Moulin dans le soleil de Marc Didier : André Esquirol
- 1940 : Sérénade de Jean Boyer
- 1942 : Pontcarral, colonel d'Empire de Jean Delannoy : Franz Liszt
- 1947 : Ploum ploum tra la la de Robert Hennion : André Dubois
- 1957 : Donnez-moi ma chance de Léonide Moguy : le gérant du club